# Hylophasma altacima
Hylophasma altacima là một loài tò vò trong họ Ichneumonidae.